# Адрианопольская митрополия
Адрианопо́льская митропо́лия (греч. Ιερά Μητρόπολη Αδριανουπόλεως) — титулярная епархия Константинопольской православной церкви.

## История
Адрианополь (тур. Edirne, болг. Одрин) был основан на месте на фракийского города Ускудама в 127 году императором Адрианом, в честь которого и был назван. Болгарская форма Одрин и турецкое Эдирне произошли от греческой краткой формы Адриану (греч. Aδριανού).
Адрианополь стал епископской кафедрой в 325 году. В VII веке ему были подчинены 5 епископий, а в XII веке — 13. В 1326 году византийский город был взят турками-османами и с 1413 по 1457 здесь была их столица. Постепенно количество подчинённых Адрианополю епископий уменьшается и в XVI веке осталась только Агафопольская, которая также отделилась в 1760 году.

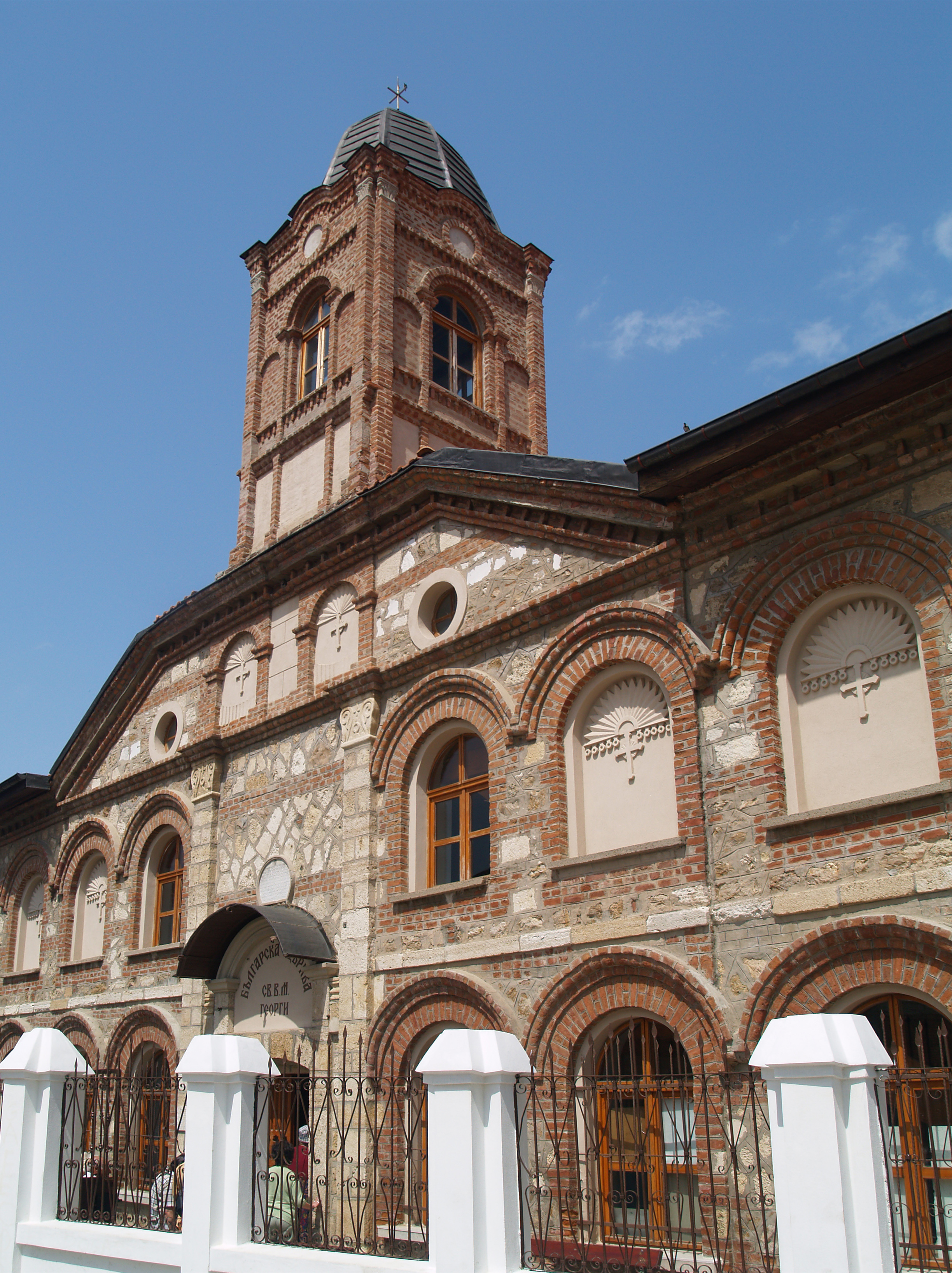
Болгарская церковь Святого Георгия в Эдирне

После создания Болгарского экзархата в 1870 году Одрин стал центром болгарского архиерейского наместничества (благочиния), здесь предполагалось создание полноценной епархии, но экзархат не получил берат на поставление сюда митрополита.
В 1913 году православное болгарское население было изгнано османской армией в результате Второй балканской войны. Православное греческое население было переселено в Грецию по соглашению об обмене населением между Турцией и Грецией в 1922 году. Реликвии кафедрального собора были увезены в Афины.
С выводом всех греческих войск из Восточной Фракии последний митрополит Адрианопольский Поликарп (Варадакис) поселился к западу от Марицы, в той части своей епархии, которая располагалась на греческой территории. С 9 октября 1924 года стал титуловаться «митрополит Новой Орестиады и Адрианополя».
В 1931 году все приходы епархии были присоединены к Дидимотихской митрополии, а митрополит Поликарп был перемещён на Хиосскую митрополию.
С 1998 года титул «епископ Адрианопольский» носит иерарх Болгарской православной церкви Евлогий (Стамболджиев).
20 января 2003 года титулярная Адрианопольская митрополия была возрождена и в составе Константинопольского патриархата: ушедший на покой митрополит Дамаскин (Папандреу) получил титул митрополит Адрианопольский, ипертим и экзарх всего Хемимонта.

## Епископы
- Каллиник (1780 — сентябрь 1792)
- Гавриил (сентябрь 1792 — 1810)
- Кирилл (Серпендзоглу) (декабря 1810 — 4 марта 1813)
- Дорофей (Проиос)[греч.] (июнь 1813 — 4 июня 1821)
- Никифор (Пилусиотис) (июнь 1821 — сентября 1824)
- Герасим (Фридас) (сентябрь 1824 — май 1830)
- Григорий Византийский[болг.] (май 1830 — 24 июня 1840)
- Герасим (Дзермиас) (июнь 1840 — 15 марта 1853)
- Кирилл (Кириакидис) (15 марта 1853 — 1 мая 1873)
- Дионисий (Харитонидис) (1 мая 1873 — 14 ноября 1880)
- Неофит (Папаконстантину) (14 ноября 1880 — 23 января 1886)
- Дионисий (Харитонидис) (23 января 1886 — 23 января 1887)
- Матфей (Петридис) (28 февраля 1887 — 3 января 1890)
- Кирилл (Димитриадис-Панайоту) (3 января 1890 — 26 августа 1908)
- Каллиник (Георгиадис) (26 августа 1908 — 12 августа 1910)
- Поликарп (Варадакис) (12 августа 1910 — 12 февраля 1931)
- Дамаскин (Папандреу) (20 января 2003 — 5 ноября 2011)
- Амфилохий (Стергиу) (с 18 октября 2014)